# 大竹一樹
大竹 一樹（おおたけ かずき、1967年〈昭和42年〉12月8日 - ）は、日本のお笑いタレント、司会者、俳優。お笑いコンビ・さまぁ〜ずのボケ担当。相方は三村マサカズ。東京都墨田区出身。ホリプロ所属。身長170 cm、血液型O型。妻はフリーアナウンサーで元フジテレビアナウンサーの中村仁美。

## 来歴
墨田区立鐘淵中学校・東海大学付属高輪台高等学校工業科卒業。東海大学文学部北欧文学科ノルウェー語専攻中退。
文化放送アナウンサーの斉藤一美とは、隅田第二小学校・鐘淵中学校の同級生である。
高校時代の同級生である三村マサカズとコンビを結成し、1989年に「バカルディ」としてデビュー。
バラエティ番組『ウッチャンナンチャンのウリナリ!!』にてジニー・リー、内村光良、ウド鈴木とともにダンスユニットウルトラキャッツを結成。
2010年12月26日放送の『M-1グランプリ2010』にて、宮迫博之と共に初めて審査員を務める。
2011年3月9日、前日の8日に中村仁美と結婚したことを発表した。11月6日にグランドハイアット東京で挙式。
2012年3月26日、長男が誕生。その後も2015年9月4日に次男が、2019年6月9日に三男が誕生している。
2013年9月15日、夜に腹部の激痛を訴え、都内の病院で急性虫垂炎と診断された。翌16日に緊急手術を受け、17日には入院していることを明かした。また、2011年にも虫垂炎に罹ったが、その時は東日本大震災の影響で手術は受けられず、薬だけで治療していた。
2016年6月12日放送の「モヤモヤさまぁ～ず2」にて、足底筋膜炎で緊急入院している事が明らかになった。この日の放送内容は静岡県の伊豆・修善寺で5月下旬にロケが行われたが、ロケ前日に発症し収録が困難となり、オープニングで病院から電話出演した。なお、大竹の代役としてはいだしょうこが出演した。

## 人物
家族は両親と妹がいるが、今現在までにTV出演などはほとんどなく過去にレギュラーだった『リンカーン』のコーナーに顔出しNGの条件付きで妹が出演した程度である。妹の出演には相方の三村ですら驚いていた。父親は借金を抱えており、高校生だった大竹の名義で車を購入し、それをすぐに売り払って借金返済に充てたこともあったという。
相方の三村と同様、東京都墨田区で生まれ育った。
小〜中学校時代は剣道部に所属していて、都大会でも上位の成績を残した。また、かつて習い事としてヴァイオリンをやっていた。
人生で一度もダイエットをしたことが無い。普段は「生きるために食べる」という食生活だが、ホテルの朝食バイキングでは大量の食べ物を取って「楽しむための食事」と語っている。
朝型人間で、朝からハイテンションになれる。逆に夜型人間の三村から少しウザがられている。
性格は基本的にネガティブだが、三村と同じく「下ネタ」が好きで、番組などではコンビで暴走気味になることもしばしばある。
大学でも英語の学科にいたため、英語が話せたりリスニングも出来る。
『とんねるずのみなさんのおかげでした』の「新・食わず嫌い王決定戦」でコンビとして5回出演し、嫌いな料理が全て大竹のものになっている。ちなみに嫌いな食べ物は、アンチョビのパスタ、カツオのたたき、セロリ、かにみそ、豚の角煮である。
プロ野球は、相方の三村と同じ熱狂的な読売ジャイアンツのファンである。

## 出演
以下は大竹単独のもの。コンビとしての出演はさまぁ〜ずの記事を参照。

### テレビ番組
- ザッツスカパー（1999年、CS200）
- 情報ラブストーリー（2000年11月、岡山放送）
- ウッチャンナンチャンのウリナリ!!（2001年6月 - 2002年3月、日本テレビ）
- 世界一奇妙なクイズ（2007年8月 - 2008年1月、テレビ朝日）
- オトナの資格（2007年10月 - 2008年3月、日本テレビ）
- ショコラ（2008年5月 - 2009年4月、日本テレビ）
- カイブツ（2007年10月 - 2008年3月、日本テレビ）
- 音楽ば〜か（2008年4月 - 2010年9月、テレビ東京）
- M-1グランプリ2010（2010年12月26日、テレビ朝日）審査員
- THE MANZAI 2011（2011年12月17日、フジテレビ）審査員
- 森田一義アワー 笑っていいとも!（2004年4月 - 2014年3月、2013年6月までコンビで火曜に出演していたが7月以降三村のみ月曜に移動したため火曜に単独で出演、フジテレビ）
- オータケ・サンタマリアの100まで生きるつもりです → 100まで楽しむつもりです（2018年10月 - 2019年9月、テレビ朝日）
- 一樹と和樹 〜なかよしおじさん 振り返りドライブ〜（2021年12月29日・2022年12月28日、テレビ東京）
- 何を隠そう…ソレが!（2023年9月2日・12月28日、テレビ東京）

### テレビドラマ
- ルージュの伝言 VOL.4「Love Wars」（1991年4月、TBS）
- まかせてダーリン（1998年1月 - 3月、TBS） -  熱田役
- 別れたら好きな人（1999年1月 - 3月、テレビ東京）
- 教習所物語 秋のドラマスペシャル版（1999年9月、TBS） - 真咲蘭のマネージャー 役
- OLヴィジュアル系 第2シリーズ（2001年4月 - 6月、テレビ朝日） - 徳大寺政宗 役
- 女と愛とミステリー いなか刑事・伊原泰三の退職捜査日誌 盗撮ビデオ殺人事件（2001年5月30日、テレビ東京） - 石田店長 役
- 金曜エンタテイメント 昼下がり 社宅奥様捜査隊（2001年9月14日、フジテレビ） - 前園 役
- 和田アキ子殺人事件（2007年2月12日、TBS） - 山口/立ち飲み屋のおやじ 役
- ROOKIES(2008年、TBS)- 肉屋の店主 役 ※エキストラ出演
- よだれもん家族（2022年4月10日 - 9月25日、テレビ東京） - 主演・間野啓太 役[10]

### 映画
- 内村さまぁ〜ず　THE MOVIE　エンジェル（2015年9月11日公開） - 大島耕作 役

### その他
- 氣志團『不良品』（2016年） - CDジャケットに綾小路翔に扮して登場[11]。